# Antonio Bortoletti
Antonio Gino Bortoletti (Mirano, 23 gennaio 1910 – Mirano, 20 gennaio 1990) è stato un calciatore italiano, di ruolo centrocampista.

## Carriera
Mediano, la sua attività sportiva ha inizio con il Dolo, piccola squadra di calcio della campagna veneziana, per poi passare alla Triestina.
Trascorre un anno con la squadra alabardata, collezionando 4 presenze in Serie A con esordio il 26 febbraio 1933 in Napoli-Triestina (2-0), venendo poi acquistato dal Milan dove disputerà sette stagioni, di cui una da capitano (1939-1940), per un totale di 225 partite, 204 delle quali in campionato. Passerà al Padova dalla stagione 1940-1941.
In carriera ha totalizzato 208 presenze in Serie A andando a segno in una sola occasione, nella vittoria interna del Milan contro il Brescia della stagione 1935-1936, e 96 presenze e 2 reti in Serie B.

## Statistiche

### Presenze e reti nei club
| Stagione        | Squadra         | Campionato      | Campionato | Campionato | Coppe nazionali | Coppe nazionali | Coppe nazionali | Coppe continentali | Coppe continentali | Coppe continentali | Altre coppe | Altre coppe | Altre coppe | Totale | Totale |
| Stagione        | Squadra         | Comp            | Pres       | Reti       | Comp            | Pres            | Reti            | Comp               | Pres               | Reti               | Comp        | Pres        | Reti        | Pres   | Reti   |
| --------------- | --------------- | --------------- | ---------- | ---------- | --------------- | --------------- | --------------- | ------------------ | ------------------ | ------------------ | ----------- | ----------- | ----------- | ------ | ------ |
| 1933-1934       | Milan           | A               | 33         | 0          | -               | -               | -               | -                  | -                  | -                  | -           | -           | -           | 33     | 0      |
| 1934-1935       | Milan           | A               | 26         | 0          | -               | -               | -               | -                  | -                  | -                  | -           | -           | -           | 26     | 0      |
| 1935-1936       | Milan           | A               | 29         | 1          | CI              | 3               | 0               | -                  | -                  | -                  | -           | -           | -           | 32     | 1      |
| 1936-1937       | Milan           | A               | 30         | 0          | CI              | 6               | 0               | -                  | -                  | -                  | -           | -           | -           | 36     | 0      |
| 1937-1938       | Milan           | A               | 30         | 0          | CI              | 4               | 0               | CEC                | 2                  | 0                  | -           | -           | -           | 36     | 0      |
| 1938-1939       | Milan           | A               | 28         | 0          | CI              | 3               | 0               | -                  | -                  | -                  | -           | -           | -           | 31     | 0      |
| 1939-1940       | Milan           | A               | 28         | 0          | CI              | 3               | 0               | -                  | -                  | -                  | -           | -           | -           | 31     | 0      |
| Totale Milan    | Totale Milan    | Totale Milan    | 204        | 1          |                 | 19              | 0               |                    | 2                  | 0                  |             | -           | -           | 225    | 1      |
| Totale carriera | Totale carriera | Totale carriera | ?          | ?          |                 | ?               | ?               |                    | ?                  | ?                  |             | ?           | ?           | ?      | ?      |